# 루나 (폴란드의 가수)
알렉산드라 카타지나 비엘고마스(폴란드어: Aleksandra Katarzyna Wielgomas, 1999년 8월 28일 ~ )는 예명 루나(Luna)라는 이름으로 잘 알려진 폴란드의 가수이다. 유로비전 송 콘테스트 2024에서 "The Tower"라는 노래로 폴란드를 대표했다.